# Calle Schewens vals
"Calle Schewens vals" er en svensk sang i valsetakt fra 1932 af Evert Taube.
Da Taube i 1931 ønskede at blive medlem af ordensselskabet Pelarorden, blev han "holdt fanget" af Albert Engström, indtil han havde skrevet en sang om "den stockholmska skärgården och Roslagens högsommarluft och småningom allt dunklare julinätter" ("den stockholmske skærgård og Roslagens højsommerluft og gradvist mørkere julinætter"). Det blev til "Calle Schewens vals"; Calle Schewen er Carl von Schewen, som også var medlem af Pelarordenen. 
I 1934 blev sangen udgivet i Taubes bog Den Gyldene Fredens folianter (sv).